# Telephony Application Programming Interfaces
Il Telephony Application Programming Interfaces (TAPI) è un API di Microsoft Windows, che consente l'integrazione tra telefono e computer e con Windows per utilizzare i servizi telefonici. Diverse versioni di TAPI sono disponibili nelle varie versioni di Windows. TAPI permette alle applicazioni di controllare le funzioni di telefonia tra un computer e la rete telefonica per le chiamate vocali, fax e dati. Include funzioni di base, quali la composizione, rispondere e prenotare una chiamata. Supporta inoltre funzioni supplementari, quali l'attesa, trasferimento, conferenza e il parco di chiamata trovato in PBX, ISDN e altri sistemi telefonici.

## Descrizione
TAPI viene utilizzata principalmente per controllare il modem o, più recentemente, per il controllo di apparecchi di sistema (PBX) telefonici aziendali. Quando si controlla un Microtelefono PBX, il driver è fornito dal produttore del sistema telefonico. Alcuni produttori forniscono i driver che consentono il controllo di più telefoni. Tradizionalmente, questo viene chiamato "controllo di terze parti". Altri produttori forniscono i driver che consentono il controllo di un singolo apparecchio portatile. Questo è chiamato "controllo prima parte". I driver di terze parti sono progettati per consentire alle applicazioni di vedere e/o di controllare più estensioni allo stesso tempo. Alcuni sistemi telefonici permettono una connessione di terza parte alla volta. I driver di prima parte sono progettati per consentire alle applicazioni di monitorare e/o controllare un'estensione alla volta. I sistemi telefonici naturalmente permettono molte di queste connessioni simultaneamente. Le connessioni modem sono di natura di prima parte.
TAPI può anche essere utilizzato per controllare i dispositivi di telefonia voce-abilitata, compreso il modem voce e hardware dedicato ad esempio Dialogic.

### Hardware compatibile con TAPI
L'hardware di telefonia che supporta TAPI include la maggior parte dei modem di voce e di alcune schede di telefonia quali schede Dialogic.
I sistemi telefonici riportati di seguito forniscono driver TAPI. Molti di questi driver sono concessi in licenza e quindi comportano un addebito per essere utilizzati:
- Aastra (WOW Edition)
- Alcatel OXO
- Alcatel OXE
- Allworx 6x, 10x, & 24x (using Call Assistant license)
- AltiGen
- Avaya Index
- Avaya IP Office
- BroadSoft BroadWorks (by ESTOS)
- Cisco Call Manager
- Cisco Call Manager Express (First-party by Cisco and Third Party by ESTOS)
- Cisco Communication Manager
- Elmeg
- InterTel Axxess (First-party)
- Innovaphone
- LG LDK
- Mitel 3300ICP (TAPI Gateway by iQ NetSolutions and ESTOS)
- NEC-Philips iS3000
- NEC Aspire
- NEC XN120 (Topaz)
- NEC SV8100
- Nitsuko DXE600
- Nortel BCM
- Nortel CS
- Nortel Meridian
- Nortel Norstar
- Panasonic KX-TD
- Panasonic KX-TDA
- Panasonic KX-TDE
- Panasonic NCP
- Samsung OfficeServ
- Selta SAMIP
- Siemens 3000 (First-party by Siemens and Third Party by ESTOS)
- Siemens HighPath 4000
- Siemens HighPath 8000
- Siemens TC35i
- Shoretel
- Tadiran
- Toshiba CT (First-party)
- Way 2 Call
- ZyXEL X6004/X2002 PBX